# Наранхо Чикито (Техупилко)
Наранхо Чикито (шп. Naranjo Chiquito) насеље је у Мексику у савезној држави Мексико у општини Техупилко. Насеље се налази на надморској висини од 824 м.

## Становништво
Према подацима из 2010. године у насељу су живела 2 становника.

### Хронологија
| Година       | 2000       | 2005      | 2010 |
| ------------ | ---------- | --------- | ---- |
| Становништво | 10 (5 / 5) | 5 (3 / 2) | 2    |

### Попис
| # | Индикатор                     | Вредност |
| - | ----------------------------- | -------- |
| 1 | Укупно домаћинстава           | 3        |
| 2 | Укупно насељених домаћинстава | 2        |
| 3 | Величина локације             | 1        |